# Kostel svatého Jana Křtitele (Vřeskovice)
Kostel Navštívení Panny Marie je původem gotický římskokatolický kostel ve Vřeskovicích na Klatovsku, podstatně přestavěný roku 1870. Od roku 1958 je chráněn jako kulturní památka. Kostel je součástí personální farnosti mimořádného ritu, jejímž sídlem je Útvina.

## Historie
Kostel ve Vřeskovicích pochází patrně z první poloviny 14. století i když jiné zdroje kladou datum jeho vzniku už do konce 13. století Kostel je poprvé zmiňován k roku 1384. Z původní gotické podoby kostela se do současnosti zachoval presbytář. V 16. století, pravděpodobně v letech 1592–1593, prošel kostel rekonstrukcí.
Zásadní přestavba do současné podoby, kombinující klasicistní a novobarokní styl, proběhla v roce 1870. Původní loď byla z obou stran obestavěna bočními loděmi a kostel získal trojlodní podobu. Úpravy zahrnovaly vybourání arkád ve stěnách původní lodi a její nové zaklenutí, předělání vítězného oblouku, nové zaklenutí presbytáře, navýšení věže o druhé a třetí patro včetně doplnění schodišťového přístavku a přistavění oratoře. Rovněž veškeré stropní konstrukce, krovy, zvonová stolice, štíty, členění fasád, vstupy a okna nově vzniklých lodí pocházejí z přestavby v 19. století.
V průběhu 20. století byl kostel průběžně udržován. V roce 1933 byly provedeny dílčí opravy na střeše a fasádách věže a v roce 1940 proběhla částečná oprava střech. V roce 1989 byly opraveny fasády a u věže též krov, krytina a omítky. V letech 1999–2000 následovala oprava krovů a krytin u zbylých částí kostela.  V roce 2002 byla opravena krycí stříška západního štítu hlavní lodi.

## Stavební podoba
Kostel je trojlodní s pětiboce uzavřeným presbytářem a bohatě členěným západním štítem. Původní chrámová síň (13 metrů dlouhá a 7,5 metru široká) nyní tvoří střední loď, jenž je po stranách od bočních lodí oddělena širokými oblouky a čtverhranným pilířem. Vítězný oblouk oddělující střední loď a presbytář je segmentový, přizpůsobený valené klenbě presbytáře. V závěru je presbytář zaklenut paprskovitě. K levé části presbytáře přiléhá vysoká třípatrová věž s hodinami. Prostor kostela je v prostoru lodí osvětlován z každé strany čtveřicí oken, nahoře polokruhovitě uzavřených. Kostel je obklopen hřbitovem s novobarokní márnicí, jež byla postavena v roce 1870 společně s přestavbou kostela. Vzhledem ke své vyvýšené poloze tvoří kostel, a především jeho věž, výraznou krajinnou dominantu.

## Interiér kostela
Vnitřní zařízení kostela je převážně barokní. Hlavní oltář svatého Jana Křtitele pochází z 18. století. Na oltáři je vystavený obraz s motivem křtu Krista Janem Křtitelem a olejomalba z počátku 18. století s vyobrazením hlavy Jana Křtitele na míse. Dále jsou na hlavním oltáři umístěny sochy svatého Petra a svatého Pavla životní velikosti. Boční oltáře s obrazy svaté Filomény a Panny Marie, stejně jako socha svatého Felixe, pocházejí rovněž z 18. století. Ambonu zdobí tři reliéfy znázorňující Krista jako pastýře, svatého Jana Křtitele na poušti a jako rozsévače. Výmalba v interiéru proběhla na konci 19. století. Křtitelnice v kostele je cínová, zdobená dvěma aliančními erby: nalevo roupovskou orlicí a napravo překříženými ostrvemi. V pravé lodi kostela se nacházejí dva náhrobky z červeného mramoru s postavou muže a ženy. Jedná se o náhrobní kameny Alžběty Šicové a Albrechta Šice z Drahonic.
Varhany v kostele pocházejí z roku 1863. Jejich tvůrci byli Josef Garther z Prahy a Ferdinand Guth z Čisté u Rakovníka. Ve věži kostela byl umístěny čtyři zvony, z nichž dva nejstarší pocházely z let 1465 a 1514. Za druhé světové války byly tři ze zvonů zabaveny a sňaty. Největší ze zvonů byl po válce nalezen v Praze a navrácen do kostela.

## Galerie

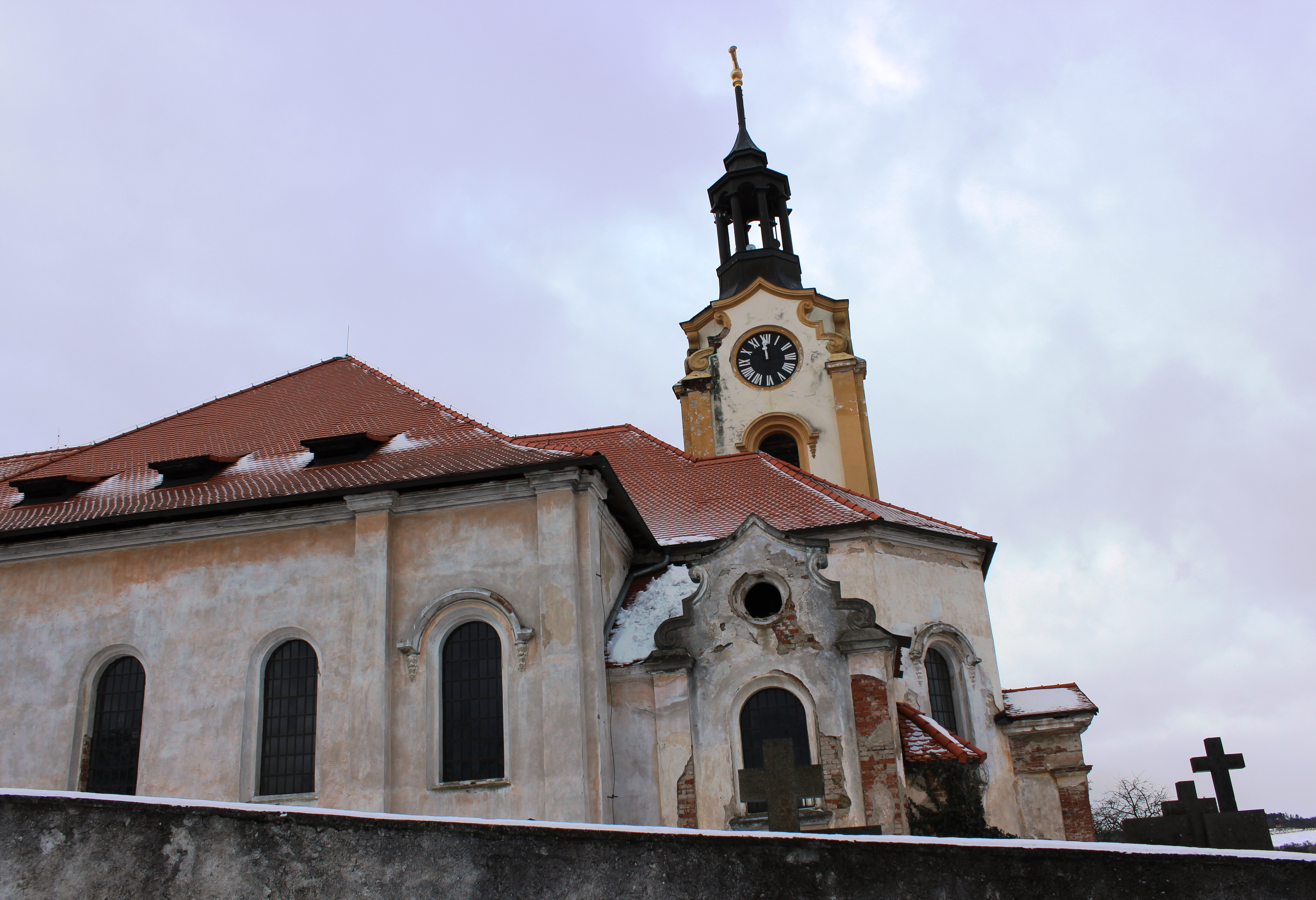
Pohled na kostel od jihu
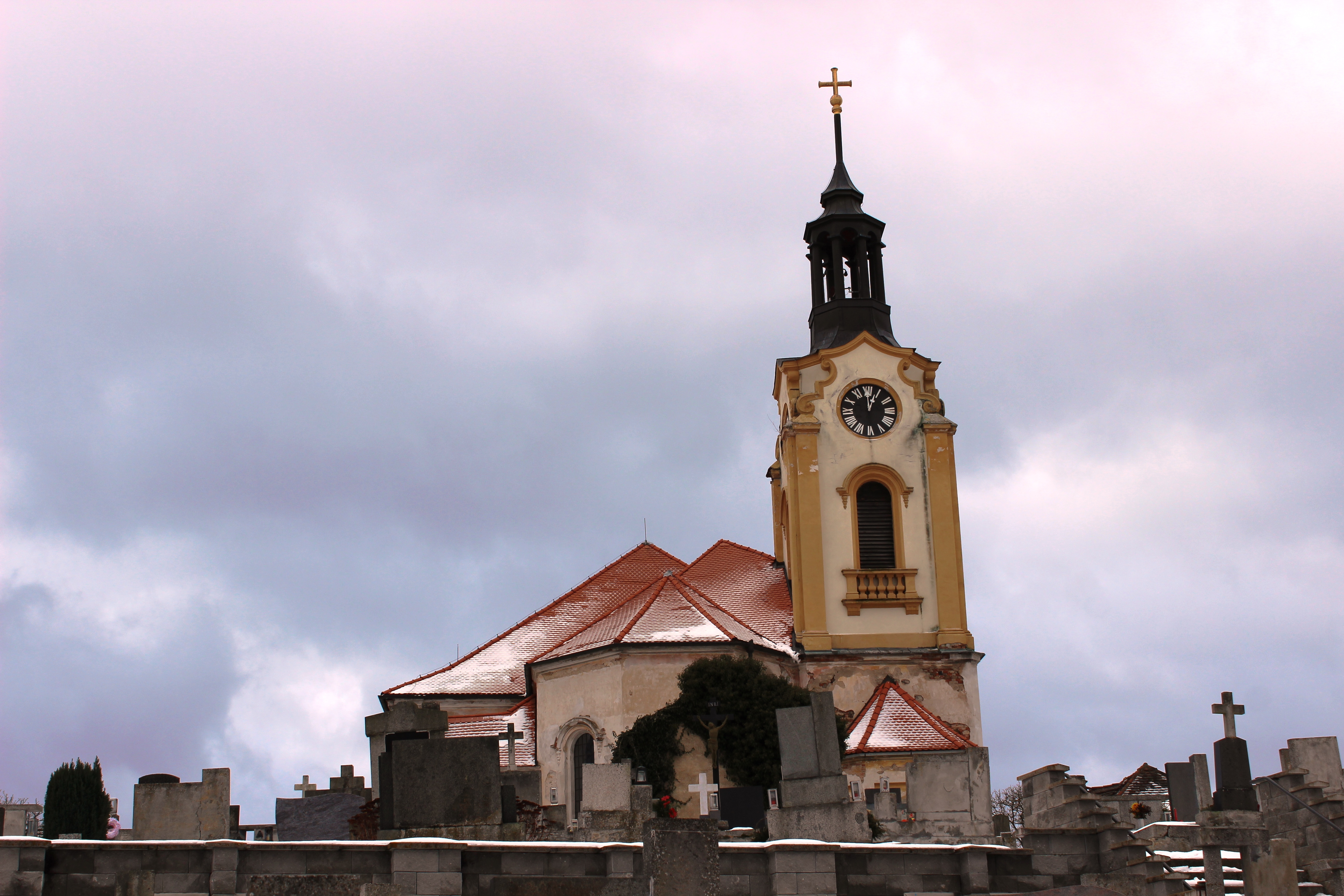
Pohled na kostel od severovýchodu
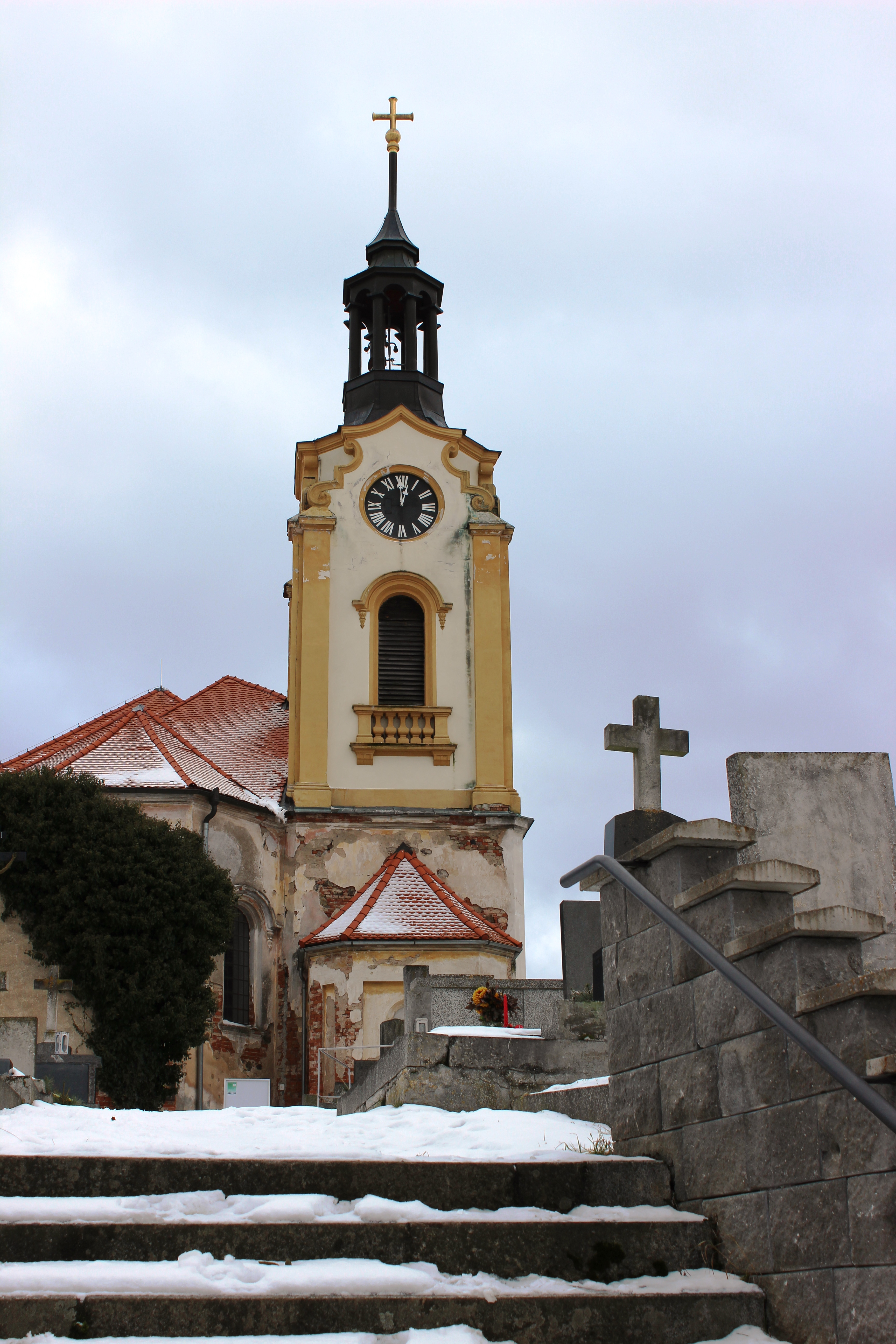
Pohled na kostelní věž od severovýchodu
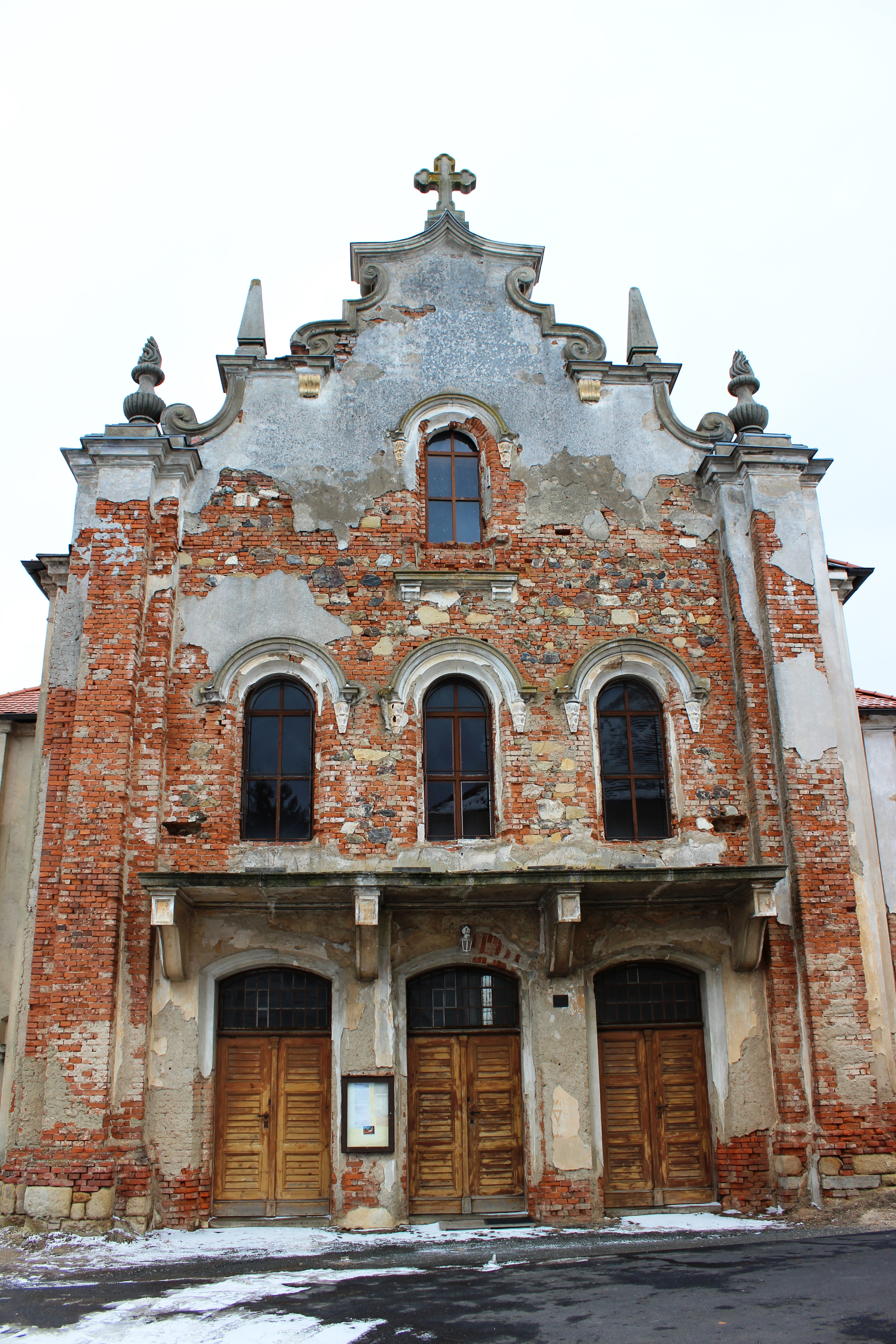
Pohled průčelí lodi kostela od jihozápadu
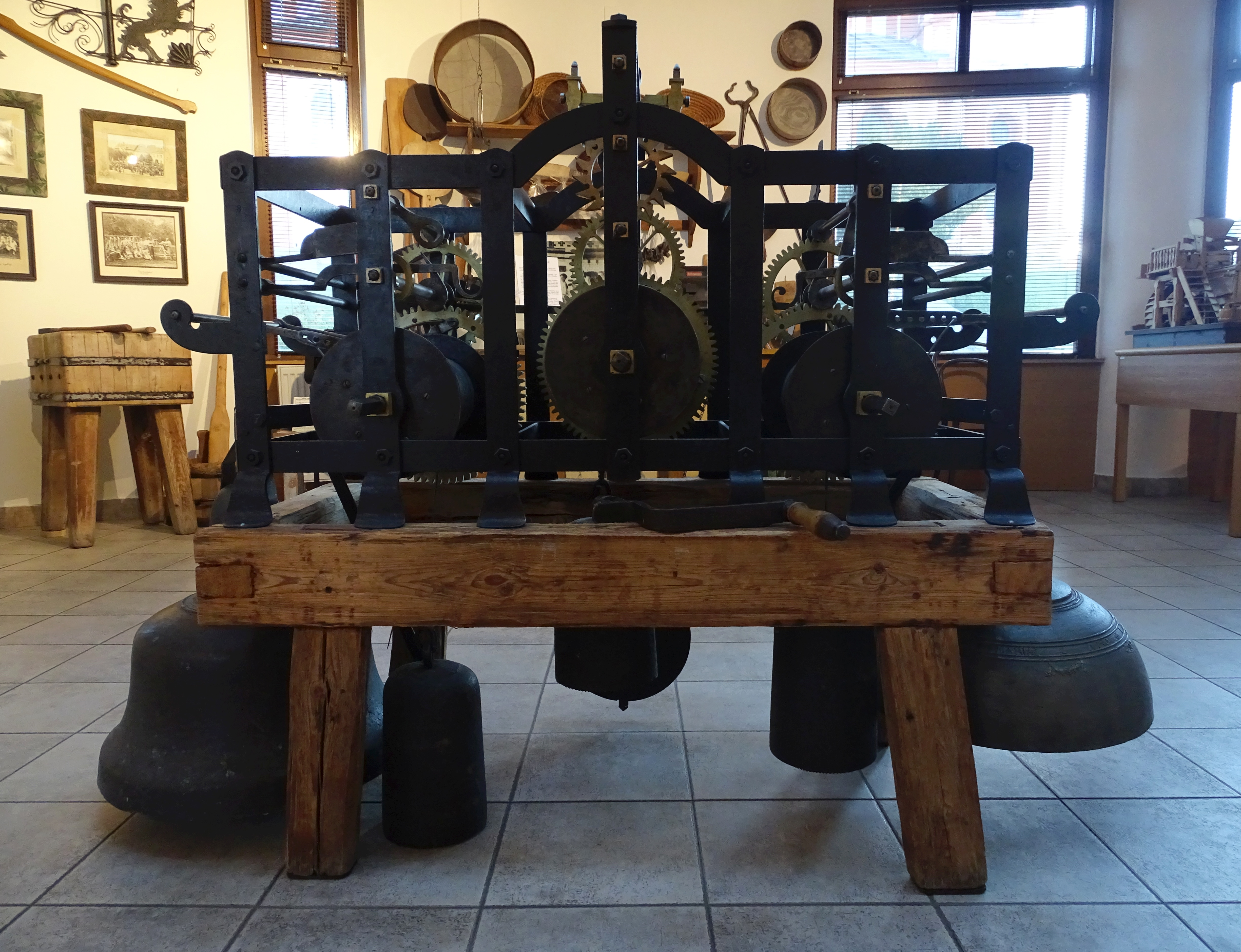
Věžní hodiny z vřeskovického kostela v expozici Domu historie Přešticka